# Леонтій (Филипович)
Леонтій Филипович (в миру Василь Филипович; 6 (19) серпня 1904, Київ — 2 липня 1971, Буенос-Айрес, Аргентина) — український релігійний діяч москвофільського напрямку в Європі та Південній Америці. Єпископ Бердичівський та Житомирський  Української Православної Автономної Церкви у Рейхскомісаріаті Україна (1941—1943). Після Другої світової війни — єпископ Чилійсько-Парагвайський розкольницького угруповання РПЦЗ.

## Життєпис
Народився 6 серпня 1904 в Києві, на Подолі, в православній родині Костянтина і Ганни Филиповичів.
15 серпня 1904 хрещений в Києво-Подільській Хрестовоздвиженській церкві. Батько служив у Київській контрольній палаті, і там же, на Токарівській вулиці, знаходився будинок, де проживала родина Филиповичів.
Навчався в міському училищі в Києві.
У 1913 батька перевели служити до Катеринослава.
Добре підготувавшись, в 1915 Василь вступив до 2-го класу Катеринославського духовного училища, причому, державним коштом, так як був півчим архієрейського хору.
Василь мав гарний голос, абсолютний слух і музичну пам'ять. З юнацького віку писав вірші.
За кілька місяців занять в архієрейському хорі Василь став одним з його солістів.
У 1917 родина Филиповичів повернулася до Києва, і Василь прослухав курс лекцій в 4-му класі Києво-Софійського духовного училища.
У 1922 його мати померла від застуди, в 39 років. На короткий час родину забрав батько, що жив у Одесі, але незабаром родина повернулася до Києва.
У лютому 1923 був послушником  Києво-Печерської лаври, помічником бібліотекаря лаври і півчим. Став духовним сином архімандрита Ермогена Голубєва. Передавав гнаним духовним особам зібрані віруючими гроші (з цією метою, зокрема, відвідав Черемиський край), носив передачі у в'язниці. Пізніше згадував:

Був час, коли я був посередником між добрими людьми, які надавали допомогу, і ув'язненим духовенством, а коли я став священиком, і мені добрі люди скрізь і завжди надавали таку ж допомогу, — у в'язниці, на примусових роботах, в умовах підпільного існування. Завдяки цьому, я завжди мав можливість допомагати своїм союзникам і тим, хто допомагав мені переховуватися, терпів нужду.

У 1923–1924 вивчав богослов'я в Київській духовній академії. Після передачі Києво-Печерської лаври обновленцям переїхав др Китаївської пустині.
У 1926 разом з архімандритом Ермогеном здійснив паломництво в Саровську обитель і Дивіївський монастир.

### Чернець і священник
У 1927 пострижений у чернецтво з ім'ям Леонтій.
У 1927–1930 жив у Санкт-Петербурзі на подвір'ї Києво-Печерської лаври, навчався на Вищих православних богословських курсах, на яких викладали колишні професори Петербурзької духовної академії та інші вчені (ректором курсів був протоієрей Микола Чуков). Брав участь в діяльності богословського гуртка.
У 1928 висвячений в сан ієродиякона.
У 1930, після закриття курсів, був змушений покинути Санкт-Петербург і прибув до Києва, в тому ж році був висвячений на ієромонаха, а потім зведений в сан ігумена.
Завершив духовну освіту в Києві, де здавав заліки колишнім професорам Київської духовної академії і написав кандидатську роботу на тему «Житія святих, як матеріал для християнської апологетики». Отримав ступінь кандидата богослов'я в 1934 (за рішенням Заступника Патріаршого місцеблюстителі митрополита Сергія Страгородського.
У 1932 заарештований в Києві, звинувачений в антирадянській агітації. Через кілька місяців звільнений. Служив у храмі в київському передмісті.
У 1933 знову заарештований, відправлений на примусові роботи в каменоломні в Коростень, там тяжко захворів і був звільнений як нездатний до фізичної праці.
У 1935 возведений у сан архімандрита.
В 1937 перейшов на нелегальне становище, жив у бідної бабусі в Переяславі, потім в Житомирі. Таємно служив на дому. Пізніше згадував про ці роки свого життя:

Живучи на нелегальному становищі, служачи найменшій частині своєї вірної пастви (всього кілька людей), я не завжди міг дозволити собі розкіш відвідати таємно свого колись близького побратима. Якщо я це робив іноді, не витримуючи самотності і бажаючи в бесіді з таким же, як я, хоч трохи зміцнити себе, то у нього я викликав неприємне занепокоєння своїм відвідуванням. Чи не звернув хто-небудь із сусідів уваги, що пройшов незнайомий, чи не стежив за мною якийсь секретний агент, чи не взято будинок під підозру? і т. ін. Так дивився на речі і я. Намагався уникати зустрічей з духовними особами, що користувалися свободою, або з їхніми знайомими. Через інших до мене доходили відомості, що десь ховається священник, який таємно робить служби, але я не бажав знати, хто він і звідки, в якому будинку служить, не знаючи, чи витримаю допит і чи мимоволі не зраджу.

### Єпископ Української автономної православної церкви
Після зайняття Житомира німецькими військами в 1941 перейшов на легальне становище. Увійшов до складу Української православної автономної церкви (архієпископа Олексія Громадського), яка визнавала себе частиною Московського Патріархату.
7 листопада 1941 хіротонізований на єпископа Бердичівського, вікарія УАПЦ. Хіротонію звершили архієпископ Волинський Олексій Громадський, єпископ Полтавський Веніамін Новицький і єпископ Кам'янець-Подільський Дамаскін Малюта.
Керував Житомирською єпархією. Служив церковнослов'янською мовою, іноді проповідував по-українськи. Організував короткі богословські курси, випускників яких висвячував на священників (всього близько 200 випускників), відкрив у Житомирській єпархії близько 300 парафій.
Після окупації совєцькими військами Житомира в 1943 переїхав до Варшави, з липня 1944 жив у Відні, потім у Мюнхені.
17 травня 1944 прийнятий в юрисдикцію Російської православної церкви закордоном, з серпня 1944 — вікарій Німецької єпархії РПЦЗ, проте до виконання обов'язків не приступив.

### Служіння в Південній Америці
Ухвалою Архієрейського Синоду РПЦЗ від 8 вересня 1945 було засновано парагвайське вікаріатство Бразильської єпархії для російських біженців, які кинулися в пошуках притулку в Південну Америку, в листопаді 1946 одержав призначення на нього.
25 грудня 1946 в супроводі ієродиякона Веніаміна прибув до Буенос-Айреса. Заснував монастир в селищі Капітан Міранда, побудував два храми, займався з дітьми. Але чернече життя в Парагваї не налагодилось, братія роз'їхалася, а єпископ Леонтій був переведений в Чилі.
Єпископ Леонтій змушений був влаштовувати своє існування в абсолютно чужих умовах і серед недоброзичливого оточення; не склалися стосунки у владики з його архієпископом Сан-Паульським і Бразильським Феодосієм і архієпископом Буенос-Айреським і Аргентинським Пантелеймоном Рудиком. Церковне управління, як вважав єпископ Леонтій, ставилося до нього несправедливо і зневажливо.
У вересні 1948 єпископ Леонтій приїхав в Буенос-Айрес, вступив у спілкування з маститим протопресвітером Костянтином Ізразцовим, настоятелем Свято-Троїцького собору в Буенос-Айресі, що вийшов роком раніше разом з Північно-Американською митрополією зі складу РПЦЗ, і був прийнятий митрополитом Феофілом Пашковським до складу Північно-Американської митрополії зі званням єпископа Аргентино-Парагвайського.
Єпископ Леонтій вважав, що йому вдасться об'єднати в єдине розділених православних християн, яких він закликав до любові. Не досягши бажаного, подав прохання про повернення 14 вересня 1949. Архієрейським Синодом заборона була знята з нього.
22 грудня 1949 Архієрейський Синод РПЦЗ постановив: «судову справу Преосвященного Леонтія припинити, відновивши його в усіх ієрархічних правах; звільнити Преосвященного архієпископа Феодосія від управління Парагвайською єпархією; Преосвященному Леонтію знову вступити в управління Парагвайською єпархією на правах єпархіального архієрея».
У 1950 призначений єпископом Едмонтонським і Західно-Канадським; при цьому єпископ Іоасаф Скородумов, що займав Едмонтонську єпархію, був призначений в Аргентину, але через складність оформлення необхідних для переїзду документів і нестабільне політичне становище прибути до призначеного місця служіння не зміг.
21 жовтня 1953 рішенням Архієрейського собору РПЦЗ прихід в Перу був підпорядкований єпископові Леонтію, якому був присвоєний титул Сантьязький і Чилійсько-Перуанський; одночасно Собор ухвалив «преосвященному Леонтію запропонувати прийняти настоятельство у Св. Троїцькій церкві в Сантьяго».
У 1957 побудований Свято-Троїцький храм в Лімі (Перу), але вже в наступному році цей прихід опинився в юрисдикції Північно-Американської митрополії.
23 серпня 1957 Архієрейський Синод РПЦЗ, зважаючи на старанну архіпастирську працю єпископа Леонтія в Чилійсько-Парагвайській єпархії і багаторічне служіння в єпископському сані, постановив перевести його в сан архієпископа. На той час носив титул Сантьязький і Чилійський. При ньому в Чилі була заснована жіноча чернеча громада в ім'я Успіння Пресвятої Богородиці, в який жили 5 монахинь, що прибули до Горненського монастиря на Святій Землі. За спогадами архімандрита Веніаміна (Вознюка):

Коли у нас було чернече братство, за обідом ми найбільше читали преподобного  Феодора Студита, його послання чернецтву. У нас було багато книг святих отців, бібліотека, це була наша головна духовна їжа, але якихось спеціальних настанов від себе владика не давав. Молодим людям владика говорив, що потрібно виконувати християнські заповіді, жити по-християнськи. Це кожен з нас повинен говорити тим, хто звертається із запитанням, як жити. Не можна говорити, що, мовляв, зараз мораль така, це нічого, потім покаєтеся, — це абсурд.

Різко негативно ставився до екуменічного руху і церковного «модернізму», був противником скорочень при проведенні богослужінь.
В історії РПЦЗ, опублікованій наприкінці 1960-х, говориться наступне:

Життя Чилійсько-Перуанської єпархії протікає більш ніж скромно, проте багате своєю духовністю і подвижництвом. Архієпископ Леонтій живе в дерев'яному примітивному будиночку, що прилягає до собору, де знаходиться і його Єпархіальне управління. Владика щодня здійснює строго статутні богослужіння в Свято-Троїцькому соборі за допомогою черниць, які живуть в своєму невеликому кам'яному будиночку поблизу собору. При єпископі причта немає, крім ігумена Веніаміна Вознюка; інше духовенство (4 священника) переїхало в США. У недільні та святкові дні співає невеликий хор, яким керують по черзі черниці Іоанна і Іуліанія.

Активно підтримував старостильницький рух в Греції — опозицію офіційного керівництва Елладської православної церкви, яка не погодилася з переходом на  новий календарний стиль. Діючи без дозволу свого священноначальства, в травні 1962 прибув до Греції, де брав участь в єпископських хіротоніях чотирьох старостильних кліриків, які перебували в юрисдикції так званого «Синоду архієпископа Хризостома».
Керівництво РПЦЗ спочатку відмовилося визнавати ці хіротонії, але в 1969 визнало їх дійсними. Діяч РПЦЗ архієпископ Аверкій Таушев говорив:
Я сам не наважився би зробити хіротонію грецьких старостильників. Але разом з тим, в глибині душі не можу не захоплюватися сміливістю, з якою архієпископ Леонтій зробив учинок, до якого кликала його совість … Він зробив мужній акт допомоги братській Церкві, яка зараз найближча нам по духу … Єдине «але» у вчинку архієпископа Леонтія — це те, що він вчинив як би не по-братськи, наперекір рішенню собору, хоча і з добрих спонукань.
У 1967 призначений на архієрейську кафедру в Сан-Паулу але потім це призначення було скасоване і владика Леонтій залишився в Чилі.
У 1969 переведений на кафедру в Буенос-Айрес із титулом архієпископ Буенос-Айреський, Аргентинський і Парагвайський. У його юрисдикції знаходилися парафії РПЦЗ, розташовані в Аргентині, Парагваї, Уругваї, Чилі та Перу.
Покинув Чилі після приходу до влади Сальвадора Альєнде і оселився в Буенос-Айресі.
В рамках РПЦЗ входив до неформальної групи архієреїв, учасниками якої були також владики Іоанн Максимович, Аверкій Таушев, Андрій Римаренко, Сава Сарачевич, Нектарій Концевич.
Помер 2 липня 1971 в Буенос-Айресі. Похований на цвинтарі в Пуенте-Альто неподалік від Сантьяго.

## Родина
- Батько — Костянтин Филипович, уродженець Могильова, служив у Київській контрольної палаті, потім в Катеринославі, пізніше знову у Києві та Одесі. З 1922 року — знову у Києві.
- Мати — Ганна Филипович, з родини поміщиків Чорнобильського повіту Київської губернії. Померла в 1922.
- Брати — Олександр і Віктор; сестра — Антоніна.

## Твори
- Пусть святые будут нашими друзьями. Слово в неделю Всех святых в земле российской просиявших Архиепископ Леонтий Чилийский и Перуанский (+1971) [Архівовано 17 лютого 2020 у Wayback Machine.],1958